# Arthé Guimond
Arthé Guimond (né le 22 mai 1931 à Rimouski au Québec et mort le 6 février 2013 à St. Albert en Alberta) est un prélat canadien de l'Église catholique. Il fut archevêque de l'archidiocèse de Grouard-McLennan en Alberta.

## Biographie
Arthé Guimond est né le 22 mai 1931 à Rimouski au Québec. Il est ordonné prêtre le 23 juin 1957 pour le vicariat apostolique de Grouard en Alberta qui devint l'archidiocèse de Grouard-McLennan en 1967. En 2000, il est nommé archevêque de l'archidiocèse de Grouard-McLennan. Il occupa ce poste jusqu'à sa retraite le 30 novembre 2006. Il décéda le 6 février 2013.